# Zespół klasztorny Sióstr Elżbietanek w Jabłonkowie
Zespół klasztorny Sióstr Elżbietanek w Jabłonkowie – klasztor elżbietanek jabłonkowskich w Jabłonkowie, w kraju morawsko-śląskim, w Czechach.

## Historia

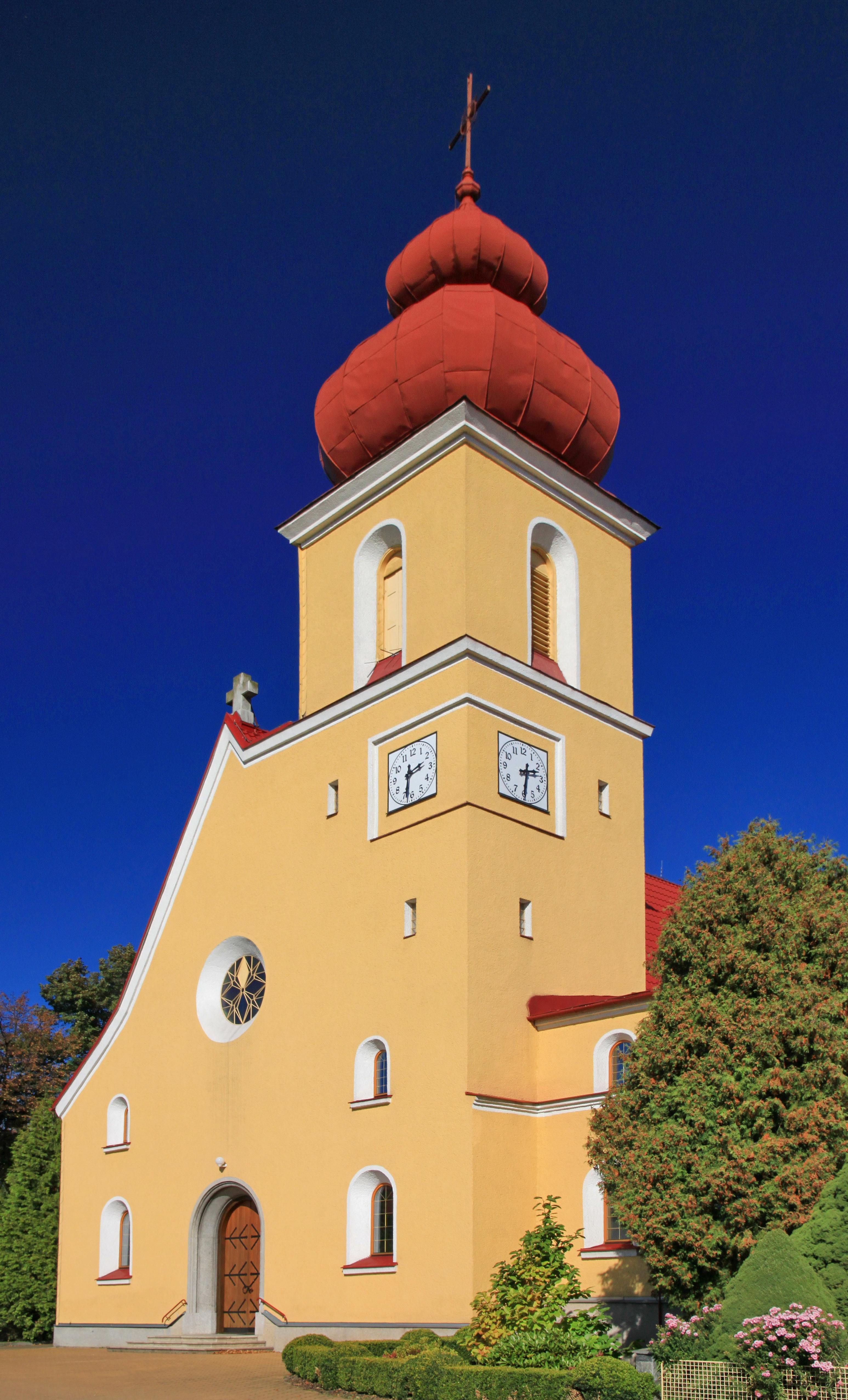
Kościół klasztorny pw. św. Józefa

Powstanie klasztoru związane jest z założeniem szpitala w mieście w 1856 roku. Elżbietanki do Jabłonkowa w 1859 roku sprowadził ks. Wawrzyniec Piontek, celem podniesienia poziomu opieki zdrowotnej w mieście. Konwent elżbietanek w Wiedniu pozytywnie odpowiedział na jego prośbę i przysłał do Jabłonkowa siostrę Bonawenturę Sobotka, która kierowała szpitalem, a potem tworzeniem się klasztoru. Klasztor wybudowano w 1861 roku na lewym brzegu Olzy, na wschód od kościoła parafialnego, na tzw. „Kałuży”. Wpierw był filią Klasztoru Sióstr Elżbietanek w Cieszynie, później w 1863 roku biskup wrocławski Heinrich Förster potwierdził samodzielność konwentu sióstr elżbietanek a siostrę Bonawenturę uczynił pierwszą matką przełożoną. Położenie nad Olzą nie było jednak szczęśliwe, ze względu na wezbrania i powodzie pobliskiej Olzy. W latach 20. XX wieku zdecydowano się na budowę nowego zespołu klasztornego, tym razem dalej oraz wyżej położonego od rzeki, na wzgórzu zwanym „Antóniczek”. Poświęcenie nowego klasztoru odbyło się 5 czerwca 1928 roku. W 1932 stanął obok niego kościół klasztorny pw. św. Józefa.
3 maja 1958 roku zespół klasztorny został wpisany do czeskiego rejestru zabytków.